# 帕特·萨米特
帕特·萨米特（英語：Pat Summitt，1952年6月14日—2016年6月28日），旧姓黑德（Head），美国女子篮球运动员。她曾代表美国国家队参加1976年夏季奥林匹克运动会篮球比赛，获得一枚银牌。